# Tom Hoßbach
Tom Hoßbach (* 23. Februar 1998 in Celle) ist ein deutscher Schauspieler.

## Leben
Im Alter von fünf Jahren stand Hoßbach erstmals für Fernseh- und Printwerbung vor der Kamera, bevor er 2004 seine erste Filmrolle erhielt. Seine erste Hauptrolle hatte er 2008 an der Seite von Jan Sosniok in dem Sat.1-Fernsehfilm Zoogeflüster. Er war in einigen Folgen der Serie SOKO Köln zu sehen und 2011 in der Leinwandadaption des Buches Dschungelkind, und zwar in der Rolle des Christian. In dem im September 2013 angelaufenen Kinofilm V8 – Du willst der Beste sein von Joachim Masannek spielt er den Rennfahrer „Weber, die Spinne“. Von November 2013 bis Dezember 2016 war er neben Simon Böer als zweitjüngster Sohn eines Pfarrers in der ZDF-Serie Herzensbrecher – Vater von vier Söhnen zu sehen.

## Filmografie

### Kino
- 2007: Vollidiot
- 2007: Zucker: Girl (Kurzfilm)
- 2011: Gekidnapped (Kurzfilm)
- 2011: Dschungelkind
- 2012: Iron Sky
- 2013: V8 – Du willst der Beste sein
- 2018: Mia (Kurzfilm)

### Fernsehen (Auswahl)
- 2004: Das geheime Leben der Spielerfrauen
- 2006: Die Familienanwältin (Fernsehserie, 2 Folgen)
- 2007: Liebe nach Rezept
- 2007–2011: SOKO Köln (Fernsehserie, verschiedene Rollen, 3 Folgen)
- 2007: Papa Bulle – Eine Familie zum Schießen
- 2007: Vater aus Liebe
- 2010: C.I.S. – Chaoten im Sondereinsatz
- 2011–2014: Danni Lowinski (Fernsehserie, verschiedene Rollen, 2 Folgen)
- 2012: Inga Lindström: Sommer der Erinnerung
- 2013: Papa auf Probe
- 2013–2016: Herzensbrecher – Vater von vier Söhnen (Fernsehserie, 46 Folgen)
- 2017: Ich gehöre ihm
- 2017: Alarm für Cobra 11 – Die Autobahnpolizei (Fernsehserie, Folge Blut und Wasser)
- 2018: In aller Freundschaft – Die jungen Ärzte (Fernsehserie, Folge Augenhöhe)
- 2019: Heldt (Fernsehserie, Folge Das Müller muss weg)

## Preise & Auszeichnungen für den KurzfilmGekidnappt
- Camerio Award für den besten Kurzfilm – Carrousel International du Film, Canada
- Jury und Publikumspreis – Filmzeit Kaufbeuren
- Gyphon Award für den besten Kurzfilm | Alterssektion 10+ Int. – Film Festival Giffoni, Italien
- Kinderfilmpreis – Landshuter Kurzfilmfestival
- Publikumspreis – Filmfestival Filmsalat, Verden
- Audience Award – European Film Festival of Lille, Frankreich